# Das Erwachen der Jägerin
Das Erwachen der Jägerin (Originaltitel: The Marsh King’s Daughter) ist ein US-amerikanischer Thriller aus dem Jahr 2023. Regie führte Neil Burger, das Drehbuch schrieben Elle Smith sowie Mark L. Smith. Der Film basiert auf dem Roman Die Moortochter von Karen Dionne. Premiere hatte er am 3. November 2023.

## Produktion
Im Februar 2018 wurde die Produktion der Verfilmung angekündigt. Zu jener Zeit war Morten Tyldum als Regisseur und Alicia Vikander für die Hauptrolle vorgesehen. Jedoch stiegen beide aus dem Projekt aus, weshalb die für den Sommer 2019 vorgesehenen Dreharbeiten nicht realisiert wurden. Nachdem Neil Burger als Regisseur und Daisy Ridley für die Hauptrolle gewonnen werden konnten, begannen die Dreharbeiten im Juni 2021 in Ontario (Kanada).
Amazon Studios hat im Rahmen eines mehrjährigen Vertrags mit ErosSTX bzw. STX Entertainment die europäischen Vertriebsrechte für den Film erworben. Der Film hatte am 3. November 2023 in den US-Kinos Premiere und wurde später über Prime Video veröffentlicht. Der deutsche Kinostart erfolgte am 25. Januar 2024.

## Synchronisation
Die deutschsprachige Synchronisation entstand nach einem Dialogbuch und unter der Dialogregie von Cornelius Frommann bei Splendid Synchron GmbH.
| Rolle              | Schauspieler     | Synchronsprecher   |
| ------------------ | ---------------- | ------------------ |
| Helena Pelletier   | Daisy Ridley     | Kaya Marie Möller  |
| Helena Pelletier   | Brooklynn Prince | Stella Blankenburg |
| Jacob Holbrook     | Ben Mendelsohn   | Thomas Nero Wolff  |
| Stephen Pelletier  | Garrett Hedlund  | Julien Haggège     |
| Beth Ericson       | Caren Pistorius  | Gundi Eberhard     |
| Marigold Pelletier | Joey Carson      | Annika Theusner    |
| Clark Bekkum       | Gil Birmingham   | Sven Brieger       |
| Lorna Illing       | Yanna McIntosh   | Sabine Falkenberg  |

## Rezeption
Oliver Armknecht bewertete den Film auf film-rezensionen.de mit sechs von zehn Punkten. Dieser beginne vielversprechend, die spätere Wandlung in einen Thriller funktioniere aber nur zum Teil. So gebe es eine hervorragende Besetzung und tolle Landschaftsaufnahmen, zwischendurch aber auch viel Leerlauf.